# Нижнесаксонский словарь
Нижнесаксонский словарь (нем. Niedersächsisches Wörterbuch) — крупный диалектологический словарь, охватывающий лексику диалектов Нижней Саксонии и Бремена, на территории которых распространены западнонижненемецкие диалекты, а также крупные вестфальские и остфальские диалекты. Средненемецкие языковые островки в нижненемецком пространстве при составлении словаря не принимались во внимание.
Работа над словарём была начата 8 декабря 1934 года в Университете Гёттингена Фридрихом Нойманном. После войны руководить проектом стал Вольфганг Юнгандреас, которого в 1951 сменил германист Ханс Нойман. В дальнейшем работой занимались Генрих Веше (с 1954) и Дитер Штельмахер (с 1982). Материалом для словаря послужили данные, полученные в результате анкетирования в 2 600 местах с 1935-го по 1951 год. Архив насчитывает около 1,2 миллионов листков. Общее количество найденных слов — около 150 000.
Начало публикации приходится на 1953 год. Первый том (A – bersen) вышел полностью в 1965 году. Седьмой (неоконченный; K) — в 2001. Полный шестой том (Haubön - J) вышел в 2003.